# NNN今日事件
《NNN今日事件》（日语：NNNきょうの出来事，简称）是日本電視台系（NNN）在1954年10月4日至2006年9月29日期間播出的最終版新聞節目（深夜时段新闻），回顾全天重要新闻。节目连续播出52年，停播时以开播日及播出次数计，是日本商业电视台最長壽的電視節目，其周末版本则从1958年4月5日至2006年9月24日间播出。该节目也是日本首个有女性新闻主播出镜的新闻节目。
停播前，该节目是NNN唯一一档旗下30个加盟台均有播出的节目，覆盖日本全国除佐贺县、冲绳县以外的45个都道府县。1978年左右，包括本节目在内的日本电视台各档新闻开始以日英双语广播，直至1993年5月31日结束。节目自2006年4月开始提供实时字幕。
本节目于2006年9月29日播出最后一期，播出时间延长15分钟。2006年10月2日，《NEWS ZERO》開播，取代《NNN今日事件》。

## 节目历史
本章节提到的播出时间以周一至周四为准。

### “东芝提供”时期（1954年10月至1966年3月）
《今日事件》于1954年10月4日开播，初期于21时播出，时长5分钟
:66，初期在周一至周五播出，1958年4月5日扩展至周末播出。开播当天，该节目是电视台的最后一档节目，当时日本电视台在21:30左右收台。节目自开播至1966年3月31日为止由东芝独家赞助，节目冠以的名称。
节目片头首先出现东芝制造的正析像管摄像机，画面向摄像机正面的镜头拉近，镜头中间以圆形遮罩出现日本国铁特急 回声号列车 的画面，列车驶过后出现字样及东芝的伞形商标，最后摄像机向左转，画面出现节目名称。片头曲为奥地利作曲家约翰·施拉姆创作的进行曲Wien bleibt Wien!。

### NNN成立后（1966年4月至1980年3月）
随着日本新闻网（NNN）成立，本节目于1966年4月开始冠以NNN的名称，并在4月18日调整至23:00至23:10播出。初期仍由单一企业赞助，相继有三阳商会、八洲相机等企业提供赞助，之后改为同时
多家企业赞助。
1974年，节目开始由日本电视台播音员小林完吾主持。1979年，久保晴生加入节目组，节目由两名主播交替主持。
NNN成立之后，《NNN今日事件》曾一度成为其后播出的深夜节目《11PM》的一部分，但报章节目表仅在夜间11时的位置写明“今日事件”（きょうの出来事），此后两个节目分开标注。
NNN时代初期，节目片头背景为夜晚的车流，画面中央出现节目标题。70年代中期至1980年3月，节目片头曲改用黛敏郎创作的《NNN新闻主题曲》（NNNニュースのテーマ）。

### “The Day”时期（1980年4月至1988年3月）
1980年4月起，节目增加副标题成为（周六、日版本则在1981年3月更改），节目时长增加至20分钟，1985年4月调整为周一至周四30分钟，周五在23:30播出15分钟。
1980年4月，为响应“1980年代是女性的时代”的呼声，节目尝试引进女性新闻主播，打破了日本女性主持人只播报生活类消息的惯例，这一做法引发传媒界关注。节目的第一代女性新闻主播包括民族学者片仓元子和中学教师马场恭子，然而片仓元子主持节目仅一个月后便离开，由日本电视台女主播小坂美保子代替，马场恭子也因播报水平差、观众反响不佳而在9月份离开，由青尾幸代替。之后在1980年7月，记者櫻井良子开始担任节目主播，自此节目的男女主播体制稳定下来。樱井良子担任节目主播至1996年3月，持续近16年，成为节目的当家主播，与男主播小林完吾的组合也逐渐获得观众认可。
1983年4月开始，因小林完吾前往《NNN JUST NEWS》担任主播，《今日事件》男主播改由高雄孝昭担任，原先主持《JUST NEWS》的国弘正雄则改为在周四、五担任《今日事件》主播，持续近三年。1984年4月，小林完吾重返《今日事件》，担任男主播直至1988年3月。
这一时期，节目在地方新闻环节之前增加“THE DAY 快报”环节（THE DAY フラッシュ），播出国际简讯以及软新闻。读卖电视台一般不转播这一环节。
1980年开始，节目片头采用电脑动画制作，片尾则只有蓝色背景静态图，显示节目标识。节目背景音乐为日本乐队Bread & Butter的《爱情长视》，开场采用器乐版本，结尾采用歌唱版本。

### “Sports & News”时期（1988年4月至1994年3月）
1988年4月，节目与体育新闻合并（仅周一至周五，周末版在1990年4月跟进），更名为，播出时间大幅延长至一小时（周五为30分钟）。这一调整是为了应对两年半前朝日电视台开播NEWS STATION引发的商业电视界“夜间新闻战争”。此次改版后，节目大幅增加了体育消息，对职业棒球赛事及日本电视台系播出的体育赛事播报尤为详尽。这一节目形式持续至1994年3月，但标题中的“Sports and News”曾在1990年10月更换节目标识之后去掉。
与此同时，节目男主播改由曾驻德黑兰、纽约的驻外记者真山勇一担任。真山勇一在1990年3月离开节目组，此后节目由樱井良子单独主持，报章节目表刊载的节目名称为。初期樱井良子以站播形式播报，1991年10月节目改在新闻中心专用演播室播出后，改为坐播形式。1991年10月，保坂昌宏加入节目组，担任节目副主播，此后在1993年10月薮本雅子也加入副主播之列。
1988年9月19日，《今日事件》率先播出昭和天皇病重的消息:22，当晚日本电视台的记者前往皇居侍医长高木顕的家中采访，碰巧遇到侍医长乘车前往皇居方向，这一消息在当晚的《今日事件》中播出，约三个半小时后宫内厅证实了昭和天皇吐血的消息。
“Sports & News”时期的最后一期节目（周一至周四版）于1994年3月31日播出，而原先同属NNN及FNN的鹿儿岛电视台在当天最后一次播出NNN的新闻节目，樱井良子在当日的节目中说明了原因。

### 体育新闻分离（1994年4月至2002年3月）
《今日事件》在1994年4月大幅调整，体育新闻与节目分离，节目名称恢复，同时播出时长缩短，22:55至23:25播出（10月份改为22:54开始播出），若有重大新闻事件则会延长。节目仍由樱井良子主持，副主播仍为保坂昌宏、薮本雅子，之后天气预报由新加入的片平夏贵负责，节目变成三人主持模式。
1996年3月，主持节目多年的樱井良子离开节目组，原先担任周五、六、日节目主播的井田由美在同年4月提拔为周一至周五主播。薮本雅子因人事调动，于1998年6月离开节目，女副主播职位一度空缺，直至10月份丰田顺子接任。
1995年，因报道阪神大地震、东京地铁沙林毒气事件以及奥姆真理教相关消息及专题报道，节目延长的情况增多，而1996年药害艾滋事件之后，节目曾让已经离开主播台的樱井良子参与节目评论。这一时期，节目发展达到顶峰。
此次改版后，节目的天气预报部分增加地方天气时段，此前节目仅播报全国天气概要。节目片头曲采用后藤次利创作的《file》，一直使用到2002年4月节目改版。新闻快报及专题采用后藤次利创作的。
另外，樱井良子在此次改版后改用名义主持节目，以避免与NHK的播音员樱井洋子混淆，相应地报章节目表的节目名称改为。井田由美开始担任工作日主播后，名称改为。不过电子节目表因文字空间有限，仅显示。

### “出来事 & MAX”时期（2002年4月至2004年4月）
在《今日事件》反响较好的同时，日本电视台为提高整体收视，增加体育新闻、综艺节目编排，《今日事件》再度改版，播出时间也有调整。
2002年4月起，周一至周五的《SPORTS MAX》栏目并入《今日事件》，《今日事件》正式名称变更为，由三部分组成：国内外要闻、本地新闻及天气预报；体育新闻；新闻快报及全国天气预报。节目包装同步更换，片头曲由梁邦彦创作。播出画面增加角标，显示在画面上方，但2003年9月之后《SPORTS MAX》环节不显示角标。
2002年10月，为与富士电视台23时的综艺时段“综艺天堂”竞争，日本电视台增加《夜晚是另一种综艺22:54》节目，《今日事件》开播时间因而顺延至23:24，而体育新闻环节则在事实上与《今日事件》分离。
2003年4月至9月间，周一至周四版的节目增加小栏目，在节目本篇开始前播出，介绍当天节目的主要内容。该栏目男主持人由节目副主播菅谷大介担任，周一至周四的女主持人分别由佐藤良子、山本舞衣子、杉上佐智枝、小野寺麻衣担任，但四名女主持人均不在本篇中出镜。而本篇则延后至23:29开始。
2003年9月，担任工作日主播长达7年半的井田由美离开节目组，工作日主播改由小栗泉担任。此外曾前往伊拉克报道战事的记者山本美香也加入节目组，作为节目的专属现场报道员，但她在半年后便离开节目组。
与此同时，节目包装也有更新，片头曲由小山田圭吾创作，播出画面不再显示角标，演播室重新装修。2004年2月29日，日本电视台总部迁至日本电视台大厦，《今日事件》在新总部的演播室与旧址的演播室风格类似。

### 体育新闻再次分离（2004年4月至2006年9月）
2004年4月，《SPORTS MAX》栏目（后来的《体育人》栏目）与《今日事件》分离，节目名称改回。同时《今日事件》播出时间与《夜晚是另一种综艺》交换，改在22:54播出（周五仍为23:30播出）。
2006年4月起，周一至周四的节目开始邀请名人参与评论，并推出《泉谈》（トークの泉）栏目，节目结束后小栗泉与评论员谈论当日新闻事件，该栏目在节目官方网站上免费提供。
后期，节目在周末的开播时间为24时，工作日开播时间随当日节目安排而调整，偶尔甚至会延伸至午夜之后，节目因此被戏称为“昨日事件”（きのうの出来事）。节目播出时间及形态的频繁变化对其收视率产生了一定影响。
2004年10月，节目更换片头，片头曲由梅堀淳创作。

### 最后一期
2006年9月29日，连续播出近52年的《今日事件》最后一次播出，节目成为日本商业电视历史上最长寿的节目。最后一天节目从当晚23:45至次日0:29播出，播出时间延长至44分钟，增加的15分钟专题以“讲述了的、未讲述的”为主题，回顾节目曾播报过的大事件，节目制作人、前主播樱井良子、井田由美在专题中出镜。结尾部分，新节目《NEWS ZERO》的主播村尾信尚向观众介绍了新节目的立意、期望。工作日的后继节目《体育人》也在当日结束播出。周末版《今日事件》则在9月24日播出最后一天，由节目最后一代周末主播鷹西美佳主持。
《NEWS ZERO》在同年10月2日开播，成为NNN的工作日夜间新闻节目，周末夜间新闻节目则为《NNN新闻》。

## 主持人
本节目在1980年4月开始有女主播，工作日由一男一女两名主播主持，周末则由一名男主播主持，1988年4月开始统一为一男一女两名主播主持。1990年4月开始节目仅设一名主播，另设副主播。2003年9月29日至2004年3月26日间，工作日《今日事件》设有现场报道员，由山本美香担任。
节目在1985年4月扩版后开始设天气预报员。“Sports & News时期”则设有体育新闻主持人。

### 主播
除片仓元子、马场恭子、樱井良子、国弘正雄外，其余播音员在担任本节目主播的时期均隶属日本电视台。
| 日期      | 日期      | 男性                    | 男性                    | 男性                    | 男性                    | 男性       | 女性       | 女性       | 女性     | 女性     | 女性       |
| 日期      | 日期      | 周一、二                | 周三                    | 周四                    | 周五                    | 周六、日   | 周一、二   | 周三       | 周四     | 周五     | 周六、日   |
| --------- | --------- | ----------------------- | ----------------------- | ----------------------- | ----------------------- | ---------- | ---------- | ---------- | -------- | -------- | ---------- |
| 1954.10.4 | 1958.3.30 | （不明）                | （不明）                | （不明）                | （不明）                | （不播出） | （不明）   | （不明）   | （不明） | （不明） | （不播出） |
| 1958.3.1  | 1974.3.31 | （不明）                | （不明）                | （不明）                | （不明）                | （不明）   | （不明）   | （不明）   | （不明） | （不明） | （不明）   |
| 1974.4.1  | 1979.4.1  | 小林完吾1               | 小林完吾1               | 小林完吾1               | 小林完吾1               | （不固定） | （无）     | （无）     | （无）   | （无）   | （无）     |
| 1979.4.2  | 1980.3.31 | 小林完吾1・3、久保晴生3 | 小林完吾1・3、久保晴生3 | 小林完吾1・3、久保晴生3 | 小林完吾1・3、久保晴生3 | （不固定） | （无）     | （无）     | （无）   | （无）   | （无）     |
| 1980.4.1  | 1980.4.30 | 久保晴生                | 小林完吾                | 小林完吾                | 小林完吾                | （不固定） | 片仓元子   | 馬場恭子   | 馬場恭子 | 馬場恭子 | （无）     |
| 1980.5.1  | 1980.6.29 | 久保晴生                | 小林完吾                | 小林完吾                | 小林完吾                | （不固定） | 小坂美保子 | 馬場恭子   | 馬場恭子 | 馬場恭子 | （无）     |
| 1980.6.30 | 1980.7.13 | 久保晴生                | 久保晴生                | 小林完吾                | 小林完吾                | （不固定） | 小坂美保子 | 小坂美保子 | 马场恭子 | 马场恭子 | （无）     |
| 1980.7.14 | 1980.9.28 | 久保晴生                | 久保晴生                | 小林完吾                | 小林完吾                | （不固定） | 樱井良子   | 樱井良子   | 马场恭子 | 马场恭子 | （无）     |
| 1980.9.29 | 1981.3.29 | 久保晴生                | 久保晴生                | 小林完吾                | 小林完吾                | （不固定） | 樱井良子   | 樱井良子   | 青尾幸   | 青尾幸   | （无）     |
| 1981.3.30 | 1983.4.3  | 小林完吾1               | 小林完吾1               | 舛方勝宏1               | 舛方勝宏1               | （不固定） | 樱井良子   | 樱井良子   | 青尾幸   | 青尾幸   | （无）     |
| 1983.4.4  | 1984.4.1  | 高雄孝昭1               | 高雄孝昭1               | 國弘正雄                | 國弘正雄                | （不固定） | 樱井良子   | 樱井良子   | 青尾幸   | 青尾幸   | （无）     |
| 1984.4.2  | 1985.3.31 | 小林完吾1               | 小林完吾1               | 國弘正雄                | 國弘正雄                | （不固定） | 樱井良子   | 樱井良子   | 青尾幸   | 青尾幸   | （无）     |
| 1985.4.1  | 1988.4.3  | 小林完吾1               | 小林完吾1               | 小林完吾1               | 芦泽俊美1               | 芦泽俊美1  | 樱井良子   | 樱井良子   | 青尾幸   | 青尾幸   | （无）     |
| 1988.4.4  | 1990.3.31 | 真山勇一                | 真山勇一                | 真山勇一                | 舛方勝宏2               | 舛方勝宏2  | 樱井良子   | 樱井良子   | 樱井良子 | 青尾幸   | 青尾幸     |
| 1990.4.1  | 1994.4.3  | （无）                  | （无）                  | （无）                  | （无）                  | （无）     | 樱井良子   | 樱井良子   | 樱井良子 | 井田由美 | 井田由美   |
| 1994.4.4  | 1996.3.31 | （无）                  | （无）                  | （无）                  | （无）                  | （无）     | 樱井良子   | 樱井良子   | 樱井良子 | 樱井良子 | 井田由美   |
| 1996.4.1  | 2003.9.28 | （无）                  | （无）                  | （无）                  | （无）                  | （无）     | 井田由美   | 井田由美   | 井田由美 | 井田由美 | 鹰西美佳1  |
| 2003.9.29 | 2006.9.29 | （无）                  | （无）                  | （无）                  | （无）                  | （无）     | 小栗泉     | 小栗泉     | 小栗泉   | 小栗泉   | 鹰西美佳1  |

- 1 兼任《NNN新闻现场（日语：NNNニューススポット）》主播。
- 2 自1988年4月起，舛方勝宏偶尔因体育新闻采访而缺席，由芦泽俊美代班。
- 3 每日轮班制。

### 副主播、体育主持人、天气预报员
除远藤仁美、雲野右子、片平夏貴、梅田陽子外，其余播音员在本节目主持的时期均隶属日本电视台。
| 日期      | 日期      | 周一至周五副主播 | 周一至周五副主播 | 体育                | 体育     | 体育       | 天气                | 天气             |
| 日期      | 日期      | 男性             | 女性             | 周一至周四          | 周五     | 周六及周日 | 周一至周四          | 周五             |
| --------- | --------- | ---------------- | ---------------- | ------------------- | -------- | ---------- | ------------------- | ---------------- |
| 1954.10.4 | 1958.3.30 | （无）           | （无）           | （无）              | （无）   | （不播出） | （不明）            | （不明）         |
| 1958.3.31 | 1985.3.31 | （无）           | （无）           | （无）              | （无）   | （无）     | （不明）            | （不明）         |
| 1985.4.1  | 1988.4.3  | （无）           | （无）           | （无）              | （无）   | （无）     | 片平夏貴1 远藤仁美1 | （不明）         |
| 1988.4.4  | 1990.4.1  | （无）           | （无）           | 松永二三男4         | 多昌博志 | （无）     | （不明）            | （不明）         |
| 1990.4.2  | 1991.9.29 | 保坂昌宏2        | （无）           | 松永二三男 雲野右子 | 多昌博志 | 多昌博志   | （不明）            | （不明）         |
| 1991.9.30 | 1993.4.4  | 保坂昌宏2        | （无）           | 松永二三男 雲野右子 | 村山喜彦 | 村山喜彦   | 片平夏貴2           | 片平夏貴2        |
| 1993.4.5  | 1994.4.1  | 保坂昌宏2        | （无）           | 松永二三男 雲野右子 | 河村亮   | 河村亮     | 片平夏貴2           | 片平夏貴2        |
| 1994.4.4  | 1995.4.2  | 保坂昌宏2        | 笛吹雅子         | （无）              | （无）   | （无）     | 片平夏貴2           | 片平夏貴2        |
| 1995.4.3  | 1996.3.31 | 保坂昌宏2        | 片平夏貴         | （无）              | （无）   | （无）     | （女副主播兼任）    | （女副主播兼任） |
| 1996.4.1  | 1998.3.29 | 保坂昌宏2        | 薮本雅子         | （无）              | （无）   | （无）     | （女副主播兼任）    | （女副主播兼任） |
| 1998.3.30 | 1998.5.31 | 長谷川憲司       | 薮本雅子         | （无）              | （无）   | （无）     | （女副主播兼任）    | （女副主播兼任） |
| 1998.6.1  | 1998.9.27 | 長谷川憲司       | （无）3          | （无）              | （无）   | （无）     | （女副主播兼任）    | （女副主播兼任） |
| 1998.9.28 | 2001.9.30 | 長谷川憲司       | 豊田順子         | （无）              | （无）   | （无）     | （女副主播兼任）    | （女副主播兼任） |
| 2001.10.1 | 2003.9.29 | 菅谷大介         | 豊田順子         | （无）              | （无）   | （无）     | 梅田陽子            | 梅田陽子         |
| 2003.9.29 | 2006.9.29 | 寺島淳司         | 佐藤良子         | （无）              | （无）   | （无）     | （女副主播兼任）    | （女副主播兼任） |

- 1 隔周轮班。
- 2 1994年4月1日以前不担任周五的对应职位。
- 3 因薮本雅子人事调动而空缺。
- 4 缺席时由今井伊佐男（日语：今井伊佐男）代班。

### 主持人缺席时的措施

#### 工作日主播
- 1994年4月至1998年9月：井田由美代替樱井良子、鹰西美佳代替井田由美。
- 1998年10月至2003年9月：两名副主播主持节目。
- 2003年10月至2006年9月：《NNN News Plus 1（日语：NNNニュースプラス1）》主播笛吹雅子（日语：笛吹雅子）代班。

#### 副主播
- 1994年4月至1998年9月：男副主播由平川健太郎（日语：平川健太郎）代班，不设女性代班副主播。
- 1998年10月至2003年9月：若其中一名副主播因外出采访缺席，节目将只有一名副主播出镜。

#### 天气预报员
- 1996年4月至2001年9月：主播井田由美兼任。

## 播出时间
- 以日本标准时间为准。
- ●表示包含“体育角”（スポーツコーナー）环节，○表示包含《SPORTS MAX（日语：スポーツMAX）》栏目。

| 日期                          | 周一至周四                   | 周五                        | 周六                       | 周日                       |
| ----------------------------- | ---------------------------- | --------------------------- | -------------------------- | -------------------------- |
| 1954年10月4日 - 1958年4月4日  | 21时左右，时长5分钟          | 21时左右，时长5分钟         | （不播出）                 | （不播出）                 |
| 1958年4月5日 - 1961年3月      | （不明）                     | （不明）                    | （不明）                   | （不明）                   |
| 1961年4月 - 1962年9月         | 21:00 - 21:10（10分）        | 21:00 - 21:10（10分）       | 21:00 - 21:10（10分）      | 21:00 - 21:10（10分）      |
| 1962年10月 - 1963年9月        | 21:30 - 21:40（10分）        | 21:30 - 21:40（10分）       | 21:30 - 21:40（10分）      | 21:30 - 21:40（10分）      |
| 1963年10月 - 1966年9月        | 22:00 - 22:10（10分）        | 22:00 - 22:10（10分）       | 22:30 - 22:40 （10分）     | 22:00 - 22:10 （10分）     |
| 1966年10月 - 1967年9月        | 22:00 - 22:10（10分）        | 22:00 - 22:10（10分）       | 23:00 - 23:10（10分）      | 23:00 - 23:10（10分）      |
| 1967年10月 - 1968年3月        | 23:00 - 23:10（10分）        | 23:00 - 23:10（10分）       | 23:00 - 23:10（10分）      | 23:00 - 23:10（10分）      |
| 1968年4月 - 1976年3月         | 23:00 - 23:10（10分）        | 23:00 - 23:10（10分）       | 23:30 - 23:40（10分）      | 23:30 - 23:40（10分）      |
| 1976年4月 - 1980年3月         | 23:00 - 23:15（15分）        | 23:00 - 23:15（15分）       | 23:30 - 23:40（10分）      | 23:30 - 23:40（10分）      |
| 1980年4月 - 1985年3月31日     | 23:00 - 23:20（20分）        | 23:00 - 23:20（20分）       | 23:30 - 23:40（10分）      | 23:30 - 23:40（10分）      |
| 1985年4月1日 - 1988年4月3日   | 23:00 - 23:30 （30分）       | 23:30 - 23:45 （15分）1     | 23:30 - 23:40（10分）      | 23:30 - 23:40（10分）      |
| 1988年4月4日 - 1990年4月1日   | ●23:00 - 23:55 （55分）2     | ●23:30 - 23:55 （25分）2    | 23:30 - 23:40（10分）      | 23:30 - 23:40（10分）      |
| 1990年4月2日 - 9月30日        | ●23:00 - 23:55 （55分）2     | ●23:30 - 23:55 （25分）2    | ●23:30 - 次日0:00（30分）2 | ●23:30 - 次日0:00（30分）2 |
| 1990年10月1日 - 1994年3月27日 | ●23:00 - 23:55 （55分）2     | ●23:00 - 23:25 （25分）3    | ●23:30 - 次日0:00（30分）2 | ●23:30 - 次日0:00（30分）2 |
| 1994年3月28日 - 4月3日        | ●23:00 - 23:55 （55分）2     | ●23:00 - 23:25 （25分）3    | 23:30 - 23:45（15分）5     | 23:30 - 23:45（15分）5     |
| 1994年4月4日 - 10月2日        | 22:55 - 23:25 （30分）4      | 23:00 - 23:25 （25分）4     | 23:30 - 23:45（15分）5     | 23:30 - 23:45（15分）5     |
| 1994年10月3日 - 1995年4月9日  | 22:54 - 23:25 （31分）       | 23:00 - 23:25 （25分）4     | 23:30 - 23:45（15分）5     | 23:30 - 23:45（15分）5     |
| 1995年4月10日 - 2000年10月1日 | 22:54 - 23:25 （31分）       | 23:30 - 23:55 （25分）6     | 23:30 - 23:45（15分）5     | 23:30 - 23:45（15分）5     |
| 2000年10月2日 - 2001年4月1日  | 22:54 - 23:25 （31分）       | 23:30 - 23:55 （25分）6     | 23:55 - 次日0:10 （15分）7 | 23:30 - 23:45 （15分）     |
| 2001年4月2日 - 2002年3月31日  | 22:54 - 23:25 （31分）       | 23:30 - 23:55 （25分）6     | 次日0:35 - 0:50 （15分）8  | 次日0:10 - 0:25 （15分）8  |
| 2002年4月1日 - 9月29日        | ○22:54 - 23:55 （61分）9     | ○23:30 - 次日0:25 （55分）9 | 次日0:35 - 0:50 （15分）8  | 次日0:10 - 0:25 （15分）8  |
| 2002年9月30日 - 2003年3月30日 | ○23:24 - 次日0:20 （56分）10 | ○23:30 - 翌0:20 （50分）    | 次日0:35 - 0:50 （15分）8  | 次日0:10 - 0:25 （15分）8  |
| 2003年3月31日 - 9月26日       | 23:24 - 次日0:28 （64分） 11 | 23:30 - 次日0:28 （58分）   | 次日0:35 - 0:50 （15分）8  | 次日0:10 - 0:25 （15分）8  |
| 2003年9月29日 - 2004年4月4日  | 23:24 - 次日0:23 （59分）    | 23:30 - 次日0:28 （58分）   | 次日0:35 - 0:50 （15分）8  | 次日0:10 - 0:25 （15分）8  |
| 2004年4月5日 - 2006年9月29日  | 22:54 - 23:25 （31分）12     | 23:30 - 23:59 （29分）12    | 次日0:35 - 0:50 （15分）8  | 次日0:10 - 0:25 （15分）8  |

- 1 《TV墨刻·谜学之旅（日语：TVムック・謎学の旅）》开播影响。
- 2 《NNN体育新闻（日语：NNNスポーツニュース）》并入。
- 3 替代《TV墨刻·谜学之旅》时段。
- 4 《どんまい!! VARIETYSHOW&SPORTS（日语：どんまい!! VARIETYSHOW&SPORTS）》开播影响。
- 5 《体育Urugusu（日语：スポーツうるぐす）》开播影响。
- 6 《FAN（日语：FAN）》开播影响。
- 7 《99 Size（日语：ナイナイサイズ!）》开播影响。
- 8 替代《体育Urugusu》时段。
- 9 《SPORTS MAX（日语：スポーツMAX）》并入。
- 10 《夜晚是另一种综艺22:54（日语：プラチナイト）》开播影响。
- 11 2003年9月起本篇从23:29开始播出。
- 12 《SPORTS MAX》分离、替代周一至周四的《白金之夜》时段。

1994年以前，为保证23点档节目《11PM》、《EX电视》准时播出，周五的《今日事件》可能临时缩短时长。后期《今日事件》播出时间受体育新闻、综艺节目、信息节目的影响频繁调整，也曾因《24小时电视 “爱心救地球”》节目安排而停止播出，2006年冬奥会期间《今日事件》也因特别节目的开播而暂停播出。
若有突发事件发生，节目将视情况延长10-20分钟，后继节目顺延播出。考虑到跨联播网加盟台的节目安排，《今日事件》甚少提前播出。1988年后，每逢年末年初时期，受跨年节目影响，节目播出时长一般会缩短，12月31日及新年头三天则可能停播。

## 转播节目的附属台
| 收视区域      | 电视台                                          | 所属电视网                                   | 备注 |
| ------------- | ----------------------------------------------- | -------------------------------------------- | --- |
| 关东广域圈    | 日本电视台（NTV）                               | 日本电视台系列                               | 基干制作局 初期由于仅通过自设电视塔发送信号，只有南关东地区可收看，之后设置转播台后覆盖北关东地区。 日本电视台派驻的那霸支局负责无附属台的冲绳县采访工作。                                 |
| 北海道        | 札幌电视台（STV）                               | 日本电视台系列                               | 1959年4月1日开台之后 |
| 青森县        | 青森放送（RAB）                                 | 日本电视台系列                               | 1959年10月1日开播电视之后 |
| 岩手县        | 岩手电视台（TVI）                               | 日本电视台系列                               | 1969年12月1日开台之后 |
| 宫城县        | 仙台放送（OX）                                  | 富士电视台系列                               | 1962年10月1日开台至1970年9月30日为止 |
| 宫城县        | 宮城电视台（MMT）                               | 日本电视台系列                               | 1970年10月1日开台之后 |
| 秋田县        | 秋田放送（ABS）                                 | 日本电视台系列                               | 自1960年4月1日开播电视以来 |
| 山形县        | 山形放送（YBC）                                 | 日本电视台系列                               | 1960年4月1日开播电视之后 |
| 福岛县        | 福岛中央电视台（FCT）                           | 日本电视台系列                               | 1971年10月1日与福岛电视台交换所属电视网之后 |
| 山梨県        | 山梨放送（YBS）                                 | 日本电视台系列                               | 1959年12月20日开播电视之后 |
| 新潟县        | 新潟综合电视台 （NST 现：NST新潟综合电视台）    | 富士电视台系列                               | 1968年12月16日开台至1981年3月31日为止 |
| 新潟县        | TV新潟放送网（TeNY）                            | 日本电视台系列                               | 1981年4月1日开台之后 |
| 长野县        | 信州电视台（TSB）                               | 日本电视台系列                               | 1980年10月1日开台之后 |
| 静冈县        | 静冈县民放送 （SKT 现：静冈朝日电视台（SATV）） | 朝日电视台系列                               | 1978年7月1日开台至1979年6月30日为止 |
| 静冈县        | 静冈第一电视台（SDT）                           | 日本电视台系列                               | 1979年7月1日开台之后 |
| 富山县        | 北日本放送（KNB）                               | 日本电视台系列                               | 1959年4月1日开播电视之后 1980年代中期之前，以“”的名义播出，并使用自行制作的片头覆盖原版片头。                                                                                              |
| 石川县        | 金泽电视台（KTK）                               | 日本电视台系列                               | 1990年4月1日开台之后 |
| 福井县        | 福井放送（FBC）                                 | 日本电视台系列 朝日电视台系列                | 1960年6月开播电视之后 |
| 中京广域圈    | 名古屋放送 （NBN 现：名古屋电视台（メ〜テレ）） | 朝日电视台系列                               | 1962年4月1日开台至1973年3月31日为止 |
| 中京广域圈    | 中京电视台（CTV）                               | 日本电视台系列                               | 1973年4月1日开台之后 |
| 近畿广域圈    | 读卖电视台（ytv）                               | 日本电视台系列                               | 1958年8月28日开台之后 |
| 鸟取县 岛根县 | 日本海电视台（NKT）                             | 日本电视台系列                               | 鸟取县：1959年3月3日开台之后 岛根县：1972年9月22日之后 |
| 广岛县        | 广岛电视台（HTV）                               | 日本电视台系列                               | 1962年9月1日开台之后 |
| 山口县        | 山口放送（KRY）                                 | 日本电视台系列                               | 1959年4月1日开播电视之后 开播初期，考虑到下关分台与同属日本电视台系列的西日本电视台信号重叠，仅德山分台（现：周南分台）、山口分台、萩分台、岩国分台播出。下关分台从1964年10月1日开始转播。 |
| 德岛县        | 四国放送（JRT）                                 | 日本电视台系列                               | 1959年4月1日开播电视之后 |
| 香川县 冈山县 | 西日本电视台（RNC）                             | 日本电视台系列                               | 香川县：1958年7月1日开播电视之后 冈山县：1979年4月1日之后 同时负责两县的采访工作。 |
| 高知县        | 高知放送（RKC）                                 | 日本电视台系列                               | 1959年4月1日开播电视之后 |
| 爱媛县        | 南海放送（RNB）                                 | 日本电视台系列                               | 1958年12月1日开播电视之后 |
| 福冈县        | 西日本电视台（TNC）                             | 富士电视台系列                               | 1958年8月28日开台至1964年9月30日为止 停播之后4年半的时间内未覆盖福冈县，直至福冈放送开播，在此期间日本电视台设置九州分室负责采访工作）。                                                   |
| 福冈县        | 福冈放送（FBS）                                 | 日本电视台系列                               | 1969年4月1日开台之后 |
| 长崎县        | 长崎电视台（KTN）                               | 富士电视台系列                               | 1969年4月1日开台至1990年9月30日为止 此后半年时间内未覆盖长崎县，采访工作由福冈放送负责，直至长崎国际电视台开播。                                                                           |
| 长崎县        | 长崎国际电视台（NIB）                           | 日本电视台系列                               | 1991年4月1日开台之后 |
| 熊本县        | 熊本电视台（TKU）                               | 富士电视台系列                               | 1969年4月1日开台至1982年3月31日为止 |
| 熊本县        | 熊本县民电视台（KKT）                           | 日本电视台系列                               | 1982年4月1日开台之后 |
| 大分县        | 大分电视台（TOS）                               | 日本电视台系列 富士电视台系列                | 1970年4月1日开台之后 |
| 宫崎县        | 宫崎电视台（UMK）                               | 富士电视台系列 日本电视台系列 朝日电视台系列 | 1970年4月1日开台之后 |
| 鹿儿岛县      | 鹿儿岛电视台（KTS）                             | 富士电视台系列                               | 1969年4月1日开台至1994年3月31日为止 |
| 鹿儿岛县      | 鹿儿岛读卖电视台（KYT）                         | 日本电视台系列                               | 1994年4月1日开台之后 |

- 1996年至2000年9月底期间，该节目也通过CS日视（日语：CS★日テレ）卫星频道播出。
- 尽管福岛电视台是NNN的加盟台，但在1966年4月至1971年5月间并未转播本节目，而是在同一时段播出自制的县内新闻节目《FTV新闻（日语：FTVニュース）》[15]。
- 大分电视台、宫崎电视台两家跨网台在转播富士电视台系列（FNN/FNS）节目的日期（大分电视台为周二、四、五，宫崎电视台为周二至周四、周六（部分节目除外）），由于晚间仍然播出《NNN今日事件》，若因日本电视台转播棒球比赛（日语：DRAMATIC BASEBALL）而推迟播出该节目，日本电视台将另外提供《巨人战精华（日语：巨人戦ハイライト）》栏目填补播出时间。若富士电视台的棒球比赛转播（日语：enjoy! Baseball）延时，《NNN今日事件》将在两家跨网台录播。